# Янг, Трей
Рэйфорд Трей Янг (англ. Rayford Trae Young; род. 19 сентября 1998 года, Лаббок, штат Техас, США) — американский профессиональный баскетболист, который выступает в команде НБА «Атланта Хокс». Был выбран на драфте НБА 2018 года в первом раунде под общим пятым номером клубом «Даллас Маверикс». Играет на позиции разыгрывающего.

## Колледж
На студенческом уровне выступал за баскетбольную команду университета Оклахомы «Оклахома Сунерс», в составе которой прославился тем, что повторил рекорд первого дивизиона НАСС, отдав 22 результативные передачи, кроме того в его активе было ещё 26 очков. До него подобного результата смогли добиться лишь Шерман Дуглас и Эвери Джонсон.

## Профессиональная карьера

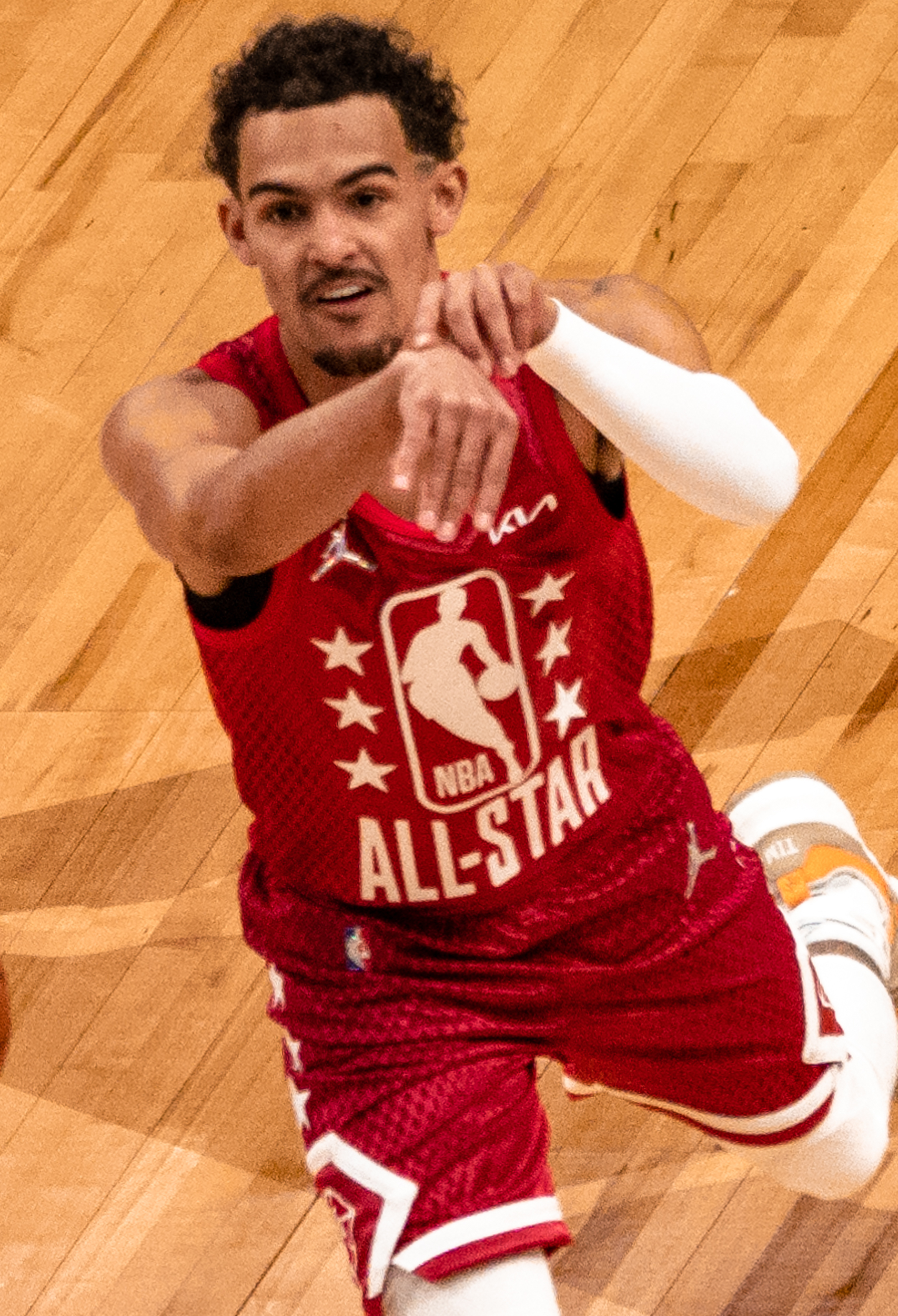
Февраль 2022 года

21 июня 2018 года Янг был выбран на драфте НБА под общим 5-м номером командой «Даллас Маверикс», однако сразу был отправлен в «Атланту Хокс» в обмен на защищенный пик первого раунда, а также права на третьего номера драфта Луку Дончича. 1 июля 2018 года подписал контракт с «Атлантой». В третьей игре сезона, 21 октября 2018 года сделал дабл-дабл и набрал лучшие в карьере показатели — 35 очков и 11 результативных передач, а его клуб обыграл «Кливленд Кавальерс» со счётом 133–111. 19 ноября 2018 года Янг также сделал дабл-дабл, на этот раз отдав наибольшее количество передач в карьере (17 передач и 25 очков), однако клуб уступил «Лос-Анджелес Клипперс» со счётом 119–127.
3 августа 2021 года продлил контракт с «Хокс» на 5 лет на сумму от 172 до 207 млн долларов.
14 ноября 2021 года набрал 42 очка, сделал 10 передач и 8 подборов в матче против действующего чемпиона «Милуоки Бакс» (120-100). 3 января 2022 года набрал рекордные в карьере 56 очков и сделал 14 передач в игре против «Портленд Трейл Блейзерс» (131-136). С 22 ноября 2021 года по 7 января 2022 года в 17 матчах подряд набирал не менее 25 очков. 3 февраля 2022 года набрал 43 очка и помог «Хокс» прервать 11-матчевую победную серию «Финикс Санз». 26 февраля 2022 года набрал 41 очко и сделал 11 передач в матче против «Торонто Рэпторс». Это был 10-й матч в карьере Янга в НБА, в котором он набрал 40 очков и сделал 10 передач. По итогам сезона Янг стал вторым в истории НБА игроком, который одновременно набрал больше всех очков и сделал больше всех передач (в сумме, а не в среднем).
25 ноября 2022 года Янг набрал максимальные за сезон 44 очка в матче против «Хьюстон Рокетс».
В январе 2023 года Трей Янг обошел Мэджика Джонсона по количеству матчей с 30+ очками и 10+ передачами, заняв седьмое место в истории НБА по этому показателю.
7 апреля 2023 года Янг набрал 27 очков и обновил личный рекорд по передачам (20) в матче против «Филадельфии Севенти Сиксерс».
В начале сезона 2024/25 Трей Янг показывал лучший показатель по передачам за последние 30 лет, оформляя в среднем 12,42 передачи за игру.

## Статистика

### Статистика в НБА
| Сезон   | Команда | Регулярный сезон | Регулярный сезон | Регулярный сезон | Регулярный сезон | Регулярный сезон | Регулярный сезон | Регулярный сезон | Регулярный сезон | Регулярный сезон | Регулярный сезон | Регулярный сезон | Серия плей-офф | Серия плей-офф | Серия плей-офф | Серия плей-офф | Серия плей-офф | Серия плей-офф | Серия плей-офф | Серия плей-офф | Серия плей-офф | Серия плей-офф | Серия плей-офф |
| Сезон   | Команда | GP               | GS               | MPG              | FG%              | 3P%              | FT%              | RPG              | APG              | SPG              | BPG              | PPG              | GP             | GS             | MPG            | FG%            | 3P%            | FT%            | RPG            | APG            | SPG            | BPG            | PPG            |
| ------- | ------- | ---------------- | ---------------- | ---------------- | ---------------- | ---------------- | ---------------- | ---------------- | ---------------- | ---------------- | ---------------- | ---------------- | -------------- | -------------- | -------------- | -------------- | -------------- | -------------- | -------------- | -------------- | -------------- | -------------- | -------------- |
| 2018/19 | Атланта | 81               | 81               | 30,9             | 41,8             | 32,4             | 82,9             | 3,7              | 8,1              | 0,9              | 0,2              | 19,1             | Не участвовал  | Не участвовал  | Не участвовал  | Не участвовал  | Не участвовал  | Не участвовал  | Не участвовал  | Не участвовал  | Не участвовал  | Не участвовал  | Не участвовал  |
| 2019/20 | Атланта | 60               | 60               | 35,3             | 43,7             | 36,1             | 86,0             | 4,3              | 9,3              | 1,1              | 0,1              | 29,6             | Не участвовал  | Не участвовал  | Не участвовал  | Не участвовал  | Не участвовал  | Не участвовал  | Не участвовал  | Не участвовал  | Не участвовал  | Не участвовал  | Не участвовал  |
| 2020/21 | Атланта | 63               | 63               | 33,7             | 43,8             | 34,3             | 88,6             | 3,9              | 9,4              | 0,8              | 0,2              | 25,3             | 16             | 16             | 37,7           | 41,8           | 31,3           | 86,6           | 2,8            | 9,5            | 1,3            | 0,0            | 28,8           |
| 2021/22 | Атланта | 76               | 76               | 34,9             | 46,0             | 38,2             | 90,4             | 3,7              | 9,7              | 0,9              | 0,1              | 28,4             | 5              | 5              | 37,3           | 31,9           | 18,4           | 78,8           | 5,0            | 6,0            | 0,6            | 0,0            | 15,5           |
| 2022/23 | Атланта | 73               | 73               | 34,8             | 42,9             | 33,5             | 88,6             | 3,0              | 10,2             | 1,1              | 0,1              | 26,2             | 6              | 6              | 38,3           | 40,3           | 33,3           | 86,0           | 3,7            | 10,2           | 1,7            | 0,7            | 29,2           |
| 2023/24 | Атланта | 54               | 54               | 36,0             | 43,0             | 37,3             | 85,5             | 2,8              | 10,8             | 1,3              | 0,2              | 25,7             | Не участвовал  | Не участвовал  | Не участвовал  | Не участвовал  | Не участвовал  | Не участвовал  | Не участвовал  | Не участвовал  | Не участвовал  | Не участвовал  | Не участвовал  |
| 2024/25 | Атланта | 76               | 76               | 36,0             | 41,1             | 34,0             | 87,5             | 3,1              | 11,6             | 1,2              | 0,2              | 24,2             | Не участвовал  | Не участвовал  | Не участвовал  | Не участвовал  | Не участвовал  | Не участвовал  | Не участвовал  | Не участвовал  | Не участвовал  | Не участвовал  | Не участвовал  |
|         | Всего   | 483              | 483              | 34,4             | 43,3             | 35,2             | 87,3             | 3,5              | 9,8              | 1,0              | 0,2              | 25,3             | 27             | 27             | 37,8           | 40,2           | 29,7           | 85,2           | 3,4            | 9,0            | 1,2            | 0,1            | 26,4           |

### Статистика в NCAA
| Сезон   | Команда  | Conf   | Class | GP | GS | MPG  | FG%  | 3P%  | FT%  | RPG | APG | SPG | BPG | PPG  |
| ------- | -------- | ------ | ----- | -- | -- | ---- | ---- | ---- | ---- | --- | --- | --- | --- | ---- |
| 2017/18 | Оклахома | Big 12 | FR    | 32 | 32 | 35,4 | 42,3 | 36,1 | 86,1 | 3,9 | 8,7 | 1,7 | 0,3 | 27,4 |
| Всего   | Всего    | Всего  | Всего | 32 | 32 | 35,4 | 42,3 | 36,1 | 86,1 | 3,9 | 8,7 | 1,7 | 0,3 | 27,4 |